# Hyphessobrycon diancistrus
Hyphessobrycon diancistrus är en fiskart som beskrevs av Weitzman, 1977. Hyphessobrycon diancistrus ingår i släktet Hyphessobrycon och familjen Characidae. Inga underarter finns listade i Catalogue of Life.